# Guerreiro
Um guerreiro é uma pessoa especializada em combate ou guerra, especialmente no contexto de uma sociedade de cultura guerreira baseada em tribos ou clãs que reconhece uma aristocracia, classe ou casta guerreira separada.
Os guerreiros estiveram presentes desde as primeiras sociedades pré-estatais, com evidências sugerindo que os guerreiros Yamna a cavalo desempenharam um papel significativo durante as migrações indo-européias. A descoberta da metalurgia aumentou muito a eficácia de armas como arcos, flechas, clavas e espadas. As primeiras sociedades hierárquicas há cerca de 5.000 anos viram uma lacuna crescente entre governantes e súditos, com governantes muitas vezes forçando homens de classe baixa a desempenhar funções militares, marcando o primeiro uso de soldados profissionais. Esse espírito guerreiro mais tarde se associou à classe dominante em muitas sociedades, como os faraós egípcios, os cavaleiros europeus e os samurais no Japão.
No entanto, os soldados de classe baixa geralmente superavam essas elites guerreiras, usando organização e equipamento práticos, como visto nas disciplinadas legiões romanas e nos exércitos permanentes da Europa nos séculos XVII e XVIII. Inspiradas pelos ideais da Grécia Antiga, muitas sociedades começaram a incorporar o recrutamento e criar exércitos da população em geral durante o Renascimento, o que levou a uma mudança de atitude, com oficiais encorajados a tratar os soldados com respeito. Essa tendência persistiu até os dias modernos, e o termo "guerreiro", com suas conotações heróicas, é frequentemente usado em publicações que defendem ou recrutam para as forças armadas de um país.

## História
Os guerreiros parecem ter estado presentes nas primeiras sociedades pré-estatais. Estudiosos argumentam que os guerreiros Yamna montados a cavalo da estepe pôntico-cáspia desempenharam um papel fundamental durante as migrações indo-européias e a difusão das línguas indo-européias pela Eurásia. A maioria das armas básicas usadas pelos guerreiros surgiu antes do surgimento da maioria dos sistemas hierárquicos. Arcos e flechas, porretes, lanças, espadas e outras armas afiadas eram de uso generalizado. No entanto, com as novas descobertas da metalurgia, as armas mencionadas cresceram em eficácia.
Quando os primeiros sistemas hierárquicos evoluíram há 5.000 anos, o fosso entre os governantes e os governados havia aumentado. Fazendo a guerra para estender o alcance de seus territórios, os governantes muitas vezes forçavam os homens das classes mais baixas da sociedade a assumir o papel militar. Esse foi o primeiro uso de soldados profissionais, uma diferença distinta das comunidades guerreiras.
A ética guerreira em muitas sociedades tornou-se mais tarde reservada à classe dominante. Os faraós egípcios se representavam em carros de guerra, atirando nos inimigos ou esmagando outros com clavas. A luta era considerada uma atividade de prestígio, mas apenas quando associada a status e poder. Os cavaleiros montados europeus muitas vezes sentiam desprezo pelos soldados de infantaria recrutados nas classes mais baixas. Nas sociedades mesoamericanas da América pré-colombiana, os soldados aristocráticos de elite permaneceram separados das classes mais baixas de atiradores de pedras. Os samurais eram a nobreza militar hereditária e a casta de oficiais do Japão do século 12 ao final do século 19.

## Classificação
Guerreiros profissionais são pessoas pagas para se engajar em campanhas militares e recaem em uma das categorias abaixo:
- Soldados: quando lutam em prol do seu próprio estado;
- Mercenários: quando oferecem seus serviços comercialmente e sem qualquer relação com sua nacionalidade.

A classificação de alguém envolvido em actos de violência pode ser uma questão de perspectiva, e pode haver discordância se uma determinada pessoa é um hooligan, um gangster, um terrorista, um rebelde, um mercenário ou um soldado. Em 1937, Georges Dumézil fez uma famosa especulação de que a sociedade proto-indo-europeia era composta por uma classe sacerdotal, uma classe guerreira e uma classe de comuns ou camponeses. Na psicologia junguiana, o guerreiro é frequentemente visto como um arquétipo chave de masculinidade.

## Código do guerreiro
Em muitas sociedades nas quais existe uma classe guerreira especializada, códigos específicos de comportamento são instituídos para assegurar que esta classe não seja perigosa para o restante da sociedade. Códigos de guerreiros têm frequentemente características comuns e usualmente valorizam a lealdade, coragem e honra. Exemplos incluem os códigos do bushido e da  cavalaria.